# Carl Gustav Adolf Siegfried

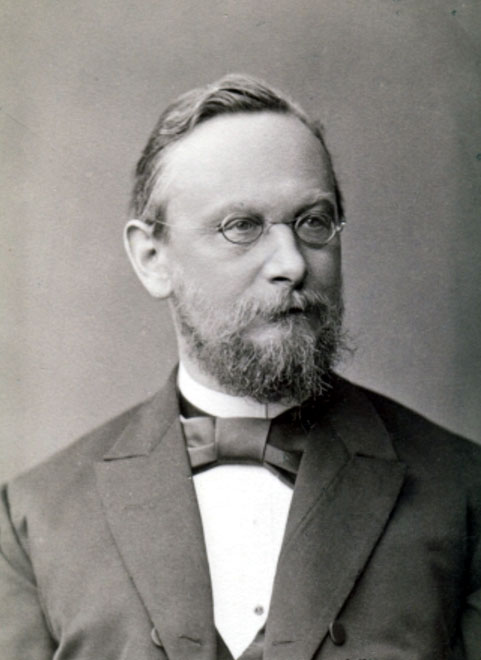
Carl Gustav Adolf Siegfried

Carl Gustav Adolf Siegfried auch: Karl Siegfried (* 22. Januar 1830 in Magdeburg; † 9. Januar 1903 in Jena) war ein deutscher evangelischer Theologe.

## Leben
Karl Gustav Adolf Siegfried war der älteste Sohn des Baurats Karl Wilhelm Siegfried und dessen Frau Laurentia Leidloff. Er besuchte das Domgymnasium in Magdeburg, begann 1849 theologische und philologische Studien an der Universität Halle-Wittenberg, die er kurzzeitig 1851 an der Universität Bonn fortsetzte und 1853 in Halle beendete. Seine prägenden Lehrer wurden Julius Müller, August Tholuck, Hermann Hupfeld, Karl Bernhard Moll, ferner Gottfried Bernhardy, Ludwig Ross, Friedrich Ritschl und Friedrich Gottlieb Welcker. Im April 1856 bestand er sein erstes theologisches Examen in Halle und absolvierte im selben Jahr die Oberlehrerprüfung. Nach mehrmonatigem Besuch des königlichen theologischen Seminars in Berlin absolvierte er im September 1857 sein zweites theologisches Examen in Magdeburg. 1857 hatte er sein Probejahr als Lehrer am Gymnasium des Klosters Unser Lieben Frauen in Magdeburg absolviert und wurde 1858 Lehrer am Gymnasium in Guben.
1859 promovierte er in Halle mit der Abhandlung De sacrificorum Hebraeorum, Graecorum, Romanorum et orginis et rituum similitudine zum Doktor der Philosophie, 1860 wechselte er als Lehrer an das Domgymnasium in Magdeburg und wurde 1865 Gymnasialprofessor für Hebräisch, Religion und Geschichte an der Landesschule Pforta, wo er zudem die Stelle eines Diakons erhielt. 1875 bekam er eine ordentliche Professur an der theologischen Fakultät der Universität Jena für Altes Testament, die Ehrendoktorwürde der Theologie und die Stelle eines Direktors des Jenaer theologischen Seminars. 1885 wurde er zum Kirchenrat von Sachsen-Weimar-Eisenach ernannt und 1892 zum geheimen Kirchenrat. Zudem beteiligte er sich an den organisatorischen Aufgaben der Salana. So wurde er auch Dekan der theologischen Fakultät und war im Wintersemester 1882 sowie im Sommersemester 1895 Rektor der Alma Mater. Am 1. April 1901 wurde Siegfried aus gesundheitlichen Gründen emeritiert.
Im Fokus von Siegfrieds Arbeit stand eine vergleichende geschichtliche Auslegung des Alten Testaments. Viele seiner Aufsätze veröffentlichte er in den theologischen Fachzeitschriften und Journalen seiner Zeit. Er schrieb eine Anzahl von Artikeln in der Jewish Encyclopedia und der Allgemeinen Deutschen Biographie.
Siegfried heiratete am 2. Oktober 1860 Anna Schneller, Tochter des Oberpfarrers in Guben Johann August Schneller (* 26. Dezember 1798 in Naumburg; † 28. September 1878) und dessen am 1. Mai 1825 geheirateter Frau Ernestine Mattich.

## Werke (Auswahl)
- Die hebräischen Worterklärungen des Philo und die Spuren ihrer Einwirkung auf die Kirchenväter. Magdeburg 1863 (Online)
- De inscriptione Gerbitana. 1863
- Spinoza als Kritiker und Ausleger des Alten Testaments. Naumburg 1867 (Online)
- Philo von Alexandria als Ausleger des Alten Testaments, an sich selbst und nach seinem geschichtlichen Einflusse betrachtet. Nebst Untersuchungen über die Gräcität Philos. Jena 1875; (Neudruck Aalen 1970)
- Analecta Rabbinica ad N. T. et Patres ecclesiasticos spectantia. 1875 (mit Heinrich Bertram)
- Die Aufgabe der Geschichte der alttestamentlichen Auslegung in der Gegenwart. Jena 1876
- Lehrbuch der neuhebräischen Sprache und Literatur. Karlsruhe & Leipzig, 1884, 2. Bde. (mit Hermann Leberecht Strack);
- Eusebii canonum epitome ex Dionysii Telmaharensis chronico petita. Leipzig 1884 (Hg.)
- Die theologische und die historische Betrachtung des Alten Testaments. Frankfurt am Main 1889
- Hebräisches Wörterbuch zum Alten Testament. Leipzig 1893 (mit Bernhard Stade)
- Buch der Erkenntnis der Wahrheit. Straßburg 1893 (Hg.)
- Festrede gehalten in der Universitätskirche zu Jena zur akademischen Preisvertheilung am 15. Juni 1895. Jena 1895
- Beiträge zur Lehre von dem zusammengesetzten Satze im Neuhebräischen. 1897
- Die Bücher der Chronik und Esra, Nehemia, Esther, übersetzt und erklärt. Göttingen 1902

### Aufsätze
- Philo und der überlieferte Text der LXX. In: Adolf Hilgenfeld: Zeitschrift für wissenschaftliche Theologie. Leipzig 1873, Bd. 16 S. 217 (Online); S. 411 (Online); S. 522 (Online)
- Zur Kritik der Schriften Philos. In: Adolf Hilgenfeld: Zeitschrift für wissenschaftliche Theologie. Leipzig, 1874, Bd. 17, S. 562 (Online)
- Gad Meni und Gad Manasse. In: Karl August von Hase: Jahrbuch für protestantische Theologie. Leipzig 1875, 1. Jg., S. 356–367 (Online)
- Der jüdische Hellenismus. Ein Rückblick auf seine geschichtliche Entwicklung mit Beziehung auf die neusten Forschungen innerhalb seines Gebietes. In: Adolf Hilgenfeld: Zeitschrift für wissenschaftliche Theologie. Leipzig 1875, Bd. 18, S. 465–489
- Rabbinische Analekten. In: Karl August von Hase: Jahrbuch für protestantische Theologie. Leipzig, 1876, Bd. 2, S. 476–480 (Online)
- Eine arabische Kreuzigungsgeschichte. In: Karl August von Hase: Jahrbuch für protestantische Theologie. (JpTh) Leipzig 1877, Bd. 3, S. 537–539 (Online)
- Bibel und Naturwissenschaft. In: Karl August von Hase: Jahrbuch für protestantische Theologie. (JpTh) Leipzig 1881, Bd. 7, S. 1–59 (Online)
- Götterglaube und Gottesglaube im alten Israel. In: Protestantischer Kirchenzeitung. 1882, Nr. 2
- Zur Geschichte der neuhebräischen Lexikographie. In: Bernhard Stade: Zeitschrift für die alttestamentliche Wissenschaft. (ZatW) Gießen 1882, Bd. 2, S. 177–192
- Die hebräischen Worterklärungen des Josephus. In: Bernhard Stade: Zeitschrift für die alttestamentliche Wissenschaft. (ZatW) Gießen 1883, Bd. 3, S. 32–55
- Midraschisches zu Hieronymus. In: Karl August von Hase: Jahrbuch für protestantische Theologie. Leipzig 1883, Bd. 9, S. 346–352 (Online)
- Die Probebibel (AT). In: Protestantischer Kirchenzeitung. 1884, Nr. 38
- Die Aussprache des Hebräischen bei Hieronymus. In: Bernhard Stade: Zeitschrift für die alttestamentliche Wissenschaft. (ZatW) Gießen 1884, Bd. 4, S. 34–83 (Online)
- Miscellanea. In: Adolf Hilgenfeld: Zeitschrift für wissenschaftliche Theologie. Leipzig 1883, Bd. 26, S. 235–239, Leipzig 1884, Bd. 27, S. 355–359
- Probe aus den Makamen des Immanuel Romi. In: Karl August von Hase: Jahrbuch für protestantische Theologie. (JpTh) Leipzig, 1885, Bd. 11, S. 289–298 (Online)
- Bedeutung und Schicksal des Hellenismus in dem Leben des jüdischen Volkes. In: Karl August von Hase: Jahrbuch für protestantische Theologie. Leipzig 1886, Bd. 12, S. 228–253 (Online)
- Neuste hebräische Elementargrammatiken. In: Allgemeiner Österreichischer Literaturzeitung. 1886, Nr. 7
- Das NT im hebr. Gewande. In: Karl August von Hase: Jahrbuch für protestantische Theologie. (JpTh) Leipzig 1887, Bd. 13, S. 160–169 (Online)
- Theologisches Studium und Prüfungswesen. In: Protestantische Kirchenzeitung. 1887 Nr. 37, 188 Nr. 3
- Milch und Honig. In: Protestantischer Kirchenzeitung. 1887 Nr. 15
- Briefwechsel zwischen Goethe und V. Diez. In: Ludwig Geiger: Goethe-Jahrbuch. Rütten & Loening, Frankfurt am Main, 1890, Bd. 11, S. 24–41 (Online)
- Prophetische Missionsgedanken und die jüdischen Missionsbestrebungen. In: Karl August von Hase: Jahrbuch für protestantische Theologie. Leipzig 1890, Bd. 16, S. 435–453 (Online)
- Der jüdische Hellenismus. In: Allgemeine Zeitschrift des Judenthums. 1890 11. und 18. Juli.
- Thomas von Aquino als Ausleger de ATs. In: Adolf Hilgenfeld: Zeitschrift für wissenschaftliche Theologie. Leipzig 1894, Bd. 37, S. 603–625
- Über die Philo zugeschriebene Schrift vom beschaulichen Leben. In: Protestantische Kirchenzeitung. 1896, Nr. 42
- Beiträge zur Lehre von zusammengesetzten Satze in Neuhebräischen. In: Semitic Studies, Festschrift für Kohut. 1897, S. 543–556
- Stellenfehler in Mandelkerns Konkordanz zum AT. In: Adolf Hilgenfeld: Zeitschrift für wissenschaftliche Theologie. Leipzig 1897, Bd. 40, S. 465–467
- Die Episode des jüdischen Hellenismus in der nachexilischen Entwickelung des Judenthums. In: Jahrbuch für jüdische Geschichte und Literatur. Berlin 1900, Bd. 3 S. 42–60 (Online)